# パーク郡 (インディアナ州)
パーク郡（英: Parke County）は、アメリカ合衆国インディアナ州の西部、ウォバッシュ川沿いに位置する郡である。1821年にビーゴ郡から分離して設立された。2010年国勢調査での人口は17,339人であり、2000年の17,241人から0.6％増加した。人口密度は約39人/平方マイル (15人/km2) である。郡庁所在地はロックビル町（人口2,607人）であり、同郡で人口最大の都市でもある。
郡内には6つの法人化された町（都市は無い）と多くの未編入の町がある。13の郡区に別れ、地方レベルのサービスを行っている。
郡内をアメリカ国道2本と州道5本が通っている。また鉄道の幹線も1本通っている。。
パーク郡内には31の屋根付橋があり、「世界の屋根付橋の首都」とも呼ばれている。毎年10月にはパーク郡屋根付橋祭が開催されている。

## 歴史
パーク郡となった地域には数千年の昔から次々と先住民の文化があった。ウォバッシュ川沿いのインディアナ州西部で最初のヨーロッパ人による開拓地は、1703年にフランス系カナダ人が建てたビンセンズだった。
七年戦争の後、フランスは北アメリカの領土をイギリスに渡した。さらにアメリカ独立戦争の後、イギリスはミシシッピ川以東の領土を新生アメリカ合衆国に割譲し、その中にインディアンが占領していてイギリスが支配していなかった土地も含まれていた。
1811年、ショーニー族の酋長テクムセが幾つかの部族を糾合し、この地域からヨーロッパ系アメリカ人開拓者を追い出そうとした。この年遅くに、ウィリアム・ハリソン将軍がビンセンズから軍を起こし、ティッペカヌーの戦いが起きた。この時、フランス系カナダ人のザカライア・シコットが斥候を務めた。シコットは1801年頃からウォバッシュ川の上下流でインディアンとの交易を行っていた。現在のティピカヌー郡にある戦場に向かうハリソンの軍隊が通った道は、後にパーク郡となった地域を抜けていた。郡内ウォバッシュ郡区にあるアーミーズバーグの町は、ハリソンの軍隊がラクーン・クリークを越え、その近くで宿営したことから名前が付けられた。
パーク郡は1821年1月9日にビーゴ郡から分離して設立された。これはインディアナ州議会が承認した法によっていた。郡名はティッペカヌーの戦いで軽装竜騎兵隊を指揮したベンジャミン・パーク大尉に因んで名付けられた。後にパークはインディアナ準州からアメリカ合衆国議会に派遣される代議員に選ばれた。さらに1821年にはインディアナ州にあるアメリカ合衆国地区裁判所判事に指名された。
パーク郡の郡庁所在地は当初ローズビルにあったが、後にアーミーズバーグに移された。1822年にはロックビルを恒久的郡庁所在地に指定した。州法では郡の成立後1年以内に郡政府を収める建物を建設することを求めていた。しかし実際に建設が始まったのは1824年になってからだった。初代郡庁舎は1826年にロックビルのタウン広場に完成した。木造であり、教会の機能も兼ねていた。

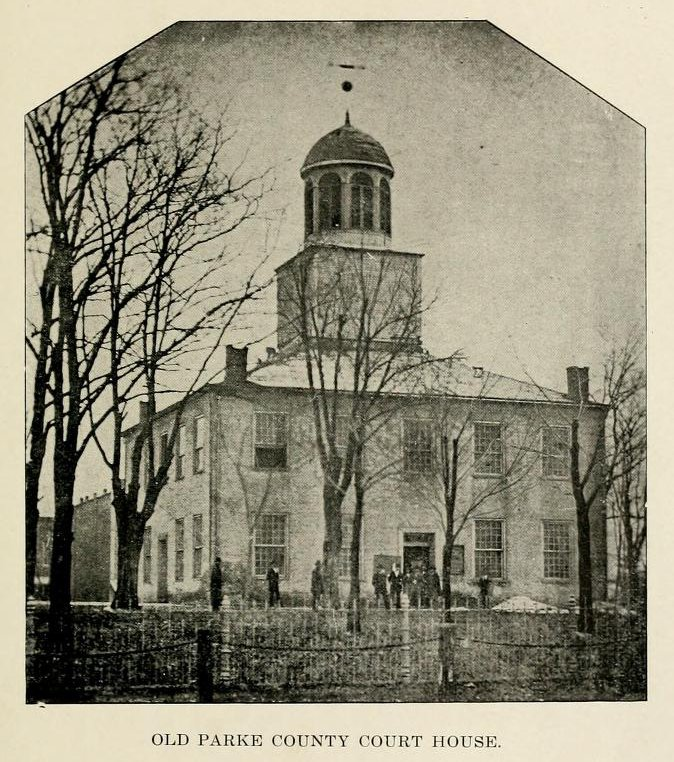
昔のパーク郡庁舎（1832年-1879年）

1832年、この木造からレンガ造りの建物に置き換わり、1879年まで40年間以上使われた。この1879年に2代目庁舎が解体され、新しく石造りの建物が建設された。この建物の建築家はフォートウェイン出身のトマス・J・トーランとその息子ブレントウッドだった。彼らはインディアナ州で7つの郡庁舎を設計しており、他にもオハイオ州、アイオワ州、イリノイ州、テネシー州で実績を残した。

3代目の郡庁舎は約79,000ドルを掛けて、1882年に完工した。郡庁舎に納められている品物として、町の歴史記録、郵便切手、郡内で栽培された幾つかの穀物、貨幣、写真がある。除幕式はジョージ・ワシントンの誕生日に当たる1882年2月22日に行われた。後に約1,500ドルで時計と鐘が追加された。
1850年頃、地域を通るウォバッシュ・アンド・エリー運河が完成し、パーク郡を抜けてウォバッシュ川の東まで通した。この運河は1870年代に廃止されるまで川岸にある幾つかの町が利用した。

## 地理

パーク郡図

パーク郡はインディアナ州西部にあり、南北の州境からほぼ中間にあたる。北はファウンテン郡、北東はモンゴメリー郡、東はパットナム郡、南は クレイ郡、南西はビーゴ郡に接している。西側郡境はウォバッシュ川であり、その西岸はバーミリオン郡となり、さらにその先はイリノイ州である。イリノイ州まで郡の北西隅から5マイル (8 km) もない。
郡の全領域がウォバッシュ川の流域にはいっている。ロックビルの北はおだやかにうねる地形であり、ウィスコンシン氷河が残した漂礫土である。シェルビービル・モレーンがこの地と、郡南部の平坦なイリノイ漂礫土平原とを分けている。
ターキーラン州立公園が郡北部にある。インディアナ州立公園として最初期のものであり、広さは2,382エーカー (0.964 km2)  ある。またターキーランの北東約5マイル (8 km) には、広さ3,082エーカー (1.247 km2) のシェイズ州立公園がある。その大半は隣のモンゴメリー郡に入っている。
アメリカ合衆国国勢調査局に拠れば、郡域全面積は449.98平方マイル (1,165.4 km2)であり、このうち陸地444.66平方マイル (1,151.7 km2)、水域は5.32平方マイル (13.8 km2)で水域率は1.18％である。

### 交通
2本のアメリカ国道が郡内を通っている。アメリカ国道36号線が郡内中央を東西に抜けており、パットナム郡から入って東に向かい、ロックビルとモンテスマを通り、西のバーミリオン郡に入っている。アメリカ国道41号線は北のファウンテン郡から入り、36号線とロックビルで交差する。その後南西のクリントンに向かい、南のビーゴ郡とテレホート市に向かう。
インディアナ州道47号線は郡北部の国道41号線に始まり東のモンゴメリー郡に向かい、北に曲がってクロウフォーズビルに向かう。インディアナ州道59号線は南のクレイ郡から入って北に向かい、郡東部を抜けて、国道41号線から東に向かうインディアナ州道236号線と出会って終わる。インディアナ州道163号線は郡内の1マイル (1.6 km) 足らずの区間であり、クリントンで川を渡り、郡南西隅の国道41号線でおわる。郡北西隅にはインディアナ州道234号線がカユガから入り、1マイル足らずでローダイに行き、その後北に向かって郡を離れる。
CSXトランスポーテーションの小区間が郡南西隅を抜けている。西のクリントン郡から入り、南のテレホート市に向かう。別のCSXトランスポーテーションの路線がテレホートから郡の南東隅から入り、インディアナポリスに向かっている。

### 隣接する郡
- ファウンテン郡 - 北
- モンゴメリー郡 - 北東
- パットナム郡 - 東
- クレイ郡 - 南
- ビーゴ郡 - 南西
- バーミリオン郡 - 西

## 経済
パーク郡は昔から大々的な農業が行われる田園部郡であり、その経済は約8,050人の労働力に支えられている。2011年11月の失業率は9.6％だった。

## 気候と気象
近年、郡庁所在地であるロックビル町の平均気温は1月の19°F (-7 ℃) から7月の87°F (31 ℃) まで変化している。過去最低気温は1994年1月に記録された-25°F (-32 ℃) であり、過去最高気温は1936年7月に記録された109°F (43 ℃) である。月間降水量は2月の2.25インチ (57 mm) から7月の4.89インチ (124 mm) まで変化している。1950年から2009年までに8個の竜巻が発生した。死傷者は出なかったが、損害額は推計28万ドルに上っている。

## 郡政府
郡政府は憲法による政体であり、インディアナ州憲法とインディアナ州法典によって特別の権力を認められている。

### 郡政委員会
郡政委員会は郡政府の立法府であり、郡の歳出や歳入を管理している。委員は郡内の選挙区から選出され、任期は4年間である。給与、年間予算、特別支出を設定する責任がある。郡レベルで所得税や資産税、消費税、サービス税を課する限定付き権限があるが、所得税と資産税は州の承認を要する。
2010年、郡の予算は地区の教育に約220万ドル、その他の郡運営とサービスに280万ドルであり、年間予算総額は約500万ドルである。

### 行政委員会
行政委員会は郡政府の行政府である。委員は郡全体を選挙区に選出され、任期は4年間で2年毎に半数が改選される。委員の一人、通常は最も経験のある者が議長になる。行政委員会は郡政委員会が決めた法を実行し、税金を集め、郡政府の日々の機能を管理する責任がある。

### 郡裁判所
郡は幾らかの民事訴訟を扱うことのできる小規模裁判所を維持している。判事は4年間任期で選出され、インディアナ州法廷弁護士協会の会員でなければならない。判事を補助するのがコンスタブルと呼ばれる法執行官であり、やはり4年間任期で選出される。特定の事件における判決に対しては、州レベルの巡回裁判所に控訴できる。

### 郡政府役人
上記以外に、保安官、検視官、監査官、財務官、登記官、測量士および巡回裁判所事務官が選挙で選ばれている。任期は4年間であり、郡政府の異なる部門を監督している。郡政府に選ばれる役人は支持政党を公にすることが求めら、また郡の住人でなければならない
各郡区には消防と救急サービスを管理し、生活保護と墓地の管理などを行う委託者がいる。これを3人の委員からなる郡区委員会が補助する。委託者と郡区委員は4年間任期で選出される。
パーク郡はアメリカ合衆国下院議員インディアナ州第8選挙区に属している。インディアナ州議会上院では第38選挙区に属しており、下院では第41、第42および第44選挙区に属している。

## 人口動態
以下は2000年の国勢調査による人口統計データである。
| 基礎データ - 人口: 17,241人 - 世帯数: 6,415 世帯 - 家族数: 4,625 家族 - 人口密度: 15人/km2（39人/mi2） - 住居数: 7,539軒 - 住居密度: 7軒/km2（17軒/mi2） 人種別人口構成 - 白人: 96.43% - アフリカン・アメリカン: 2.15% - ネイティブ・アメリカン: 0.25% - アジア人: 0.18% - 太平洋諸島系: 0.02% - その他の人種: 0.23% - 混血: 0.75% - ヒスパニック・ラテン系: 0.60% 先祖による構成 - ドイツ系：19.2％ - アメリカ人：29.7％ - イギリス系：12.1％ - アイルランド系：8.9％ | 年齢別人口構成 - 18歳未満: 23.9% - 18-24歳: 7.3% - 25-44歳: 28.7% - 45-64歳: 25.4% - 65歳以上: 14.7% - 年齢の中央値: 39歳 - 性比（女性100人あたり男性の人口） - 総人口: 91.2 - 18歳以上: 85.8 世帯と家族（対世帯数） - 18歳未満の子供がいる: 30.5% - 結婚・同居している夫婦: 59.9% - 未婚・離婚・死別女性が世帯主: 8.3% - 非家族世帯: 27.9% - 単身世帯: 24.1% - 65歳以上の老人1人暮らし: 11.6% - 平均構成人数 - 世帯: 2.51人 - 家族: 2.97人 収入と家計 - 収入の中央値 - 世帯: 35,724米ドル - 家族: 40,656米ドル - 性別 - 男性: 32,578米ドル - 女性: 20,968米ドル - 人口1人あたり収入: 16,986米ドル - 貧困線以下 - 対人口: 11.5% - 対家族数: 9.3% - 18歳未満: 18.3% - 65歳以上: 8.9% |

## 郡区
パーク郡は下記13の郡区に分割されている。
| - アダムズ - フロリダ - グリーン - ハワード - ジャクソン | - リバティ - ペン - ラクーン - リザーブ | - シュガークリーク - ユニオン - ウォバッシュ - ワシントン |

## 町
郡内には6つの法人化された町がある。最大の町はロックビルであり、人口は約2,600人である。郡の中心近くにあり、アメリカ国道36号線と41号線が交差する。郡庁所在地でもある。ブルーミングデールはロックビルの約5マイル (8 km) 北北西にあり、人口は335人である。ロックビルの北北東にはマーシャルがあり、州道236号線沿いにある。人口は324人である。ロックビルの南西にメッカがあり、人口は335人である。郡西端の国道36号線沿いにモンテスマがある。人口は1,022人である。6つ目のローズデールは郡南側郡境に近く、人口は725人である。

## 著名な出身者

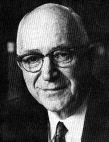
ゴードン・オールポート

ゴードン・オールポートは1897年にモンテスマで生まれた。6歳のときに家族と共にオハイオ州に移った。ハーバード大学で学び、1922年に心理学の博士号を取得した。人格的特徴が研究題目だった。1924年にハーバードで教鞭を取り、その後多くの著作を出版した。1967年、69歳でマサチューセッツ州ケンブリッジで死亡した。
ウィリアム・ビードルは1838年にパーク郡にあった丸太小屋で生まれた。父から農場を継いだが、その代わりに教育資金として1,000ドルを受け取り、ミシガン大学で土木工学を学んだ。南北戦争では北軍で戦い、准将になった。戦後ダコタ準州の測量総監になった。後にマディソン州立師範学校（現在のダコタ州立大学）学長となり、地理学を教えた。1915年に77歳で死亡した。1938年、サウスダコタ州はワシントンD.C.アメリカ合衆国議会議事堂の国立彫像ホール・コレクションにビードルの青銅像を寄贈した。この像のレプリカがサウスダコタ州会議事堂にも立っている。

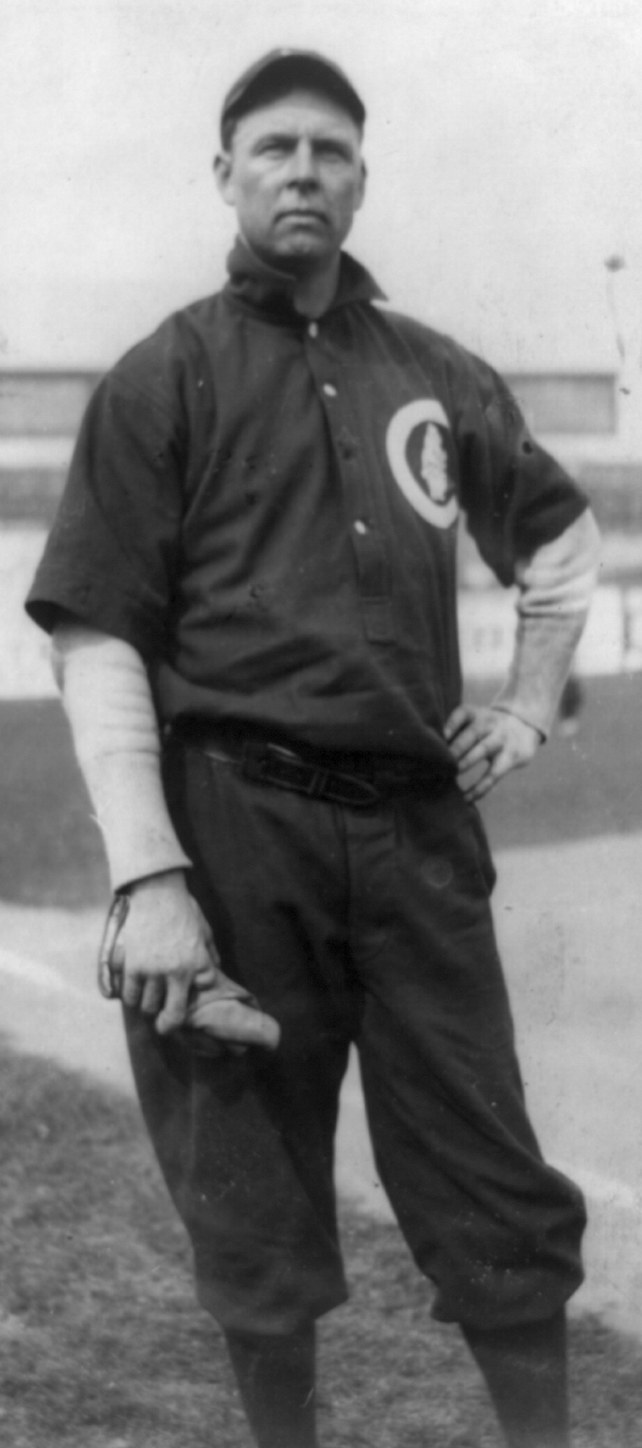
モーデカイ・ブラウン、1911年撮影

モーデカイ・ブラウンは1876年10月19日にパーク郡の未編入の町ナイズビルで生まれた。農業機械の事故で右手の指先を2本失い、その後「3本指」というニックネームが付いた。州西部の石炭鉱山で働いていたので「坑夫」とも呼ばれた。1901年にテレホート市にあったマイナーリーグで野球選手となり、1903年にはメジャーリーグに昇格した。セントルイス・カージナルスなどで投手として通算239勝を上げ、1916年に引退した。1948年に71歳で、テレホート市で死亡した。1949年、アメリカ野球殿堂入りした。

## メディア
郡内では1829年に発刊された「ザ・ウォバッシュ・ヘラルド」が最初の新聞となった。その後買収されて名称が「ザ・ロックビル・インテリゲンサー」、「ジ・オールド・ブランチ」、「ザ・パーク・カウンティ・ホイッグ」、「ザ・ロックビル・レパブリカン」など数回変わった。1912年には他にも幾つかの新聞が郡内で発行されていた。「ザ・レパブリカン」、「トリビューン」、「モンテスマ・エンタープライズ」、「ブルーミングデール・ワールド」や、ローズデールトマーシャルで発行されていたものなどである。当初の「ザ・ウォバッシュ・ヘラルド」が発行を継続されており、1977年以降は「パーク・カウンティ・センティナル」という名称である。

## 原註
1. ↑  A $79,000 capital expense in 1880 would be roughly equivalent to $18,000,000 in 2010.[13]